# الشرية (الشرية)

تعديل مصدري - تعديل

الشرية هي إحدى قرى عزلة آل غنيم بمديرية الشرية التابعة لمحافظة البيضاء، بلغ تعداد سكانها 806 نسمة حسب تعداد اليمن لعام 2004.